# Женщины в Венгрии

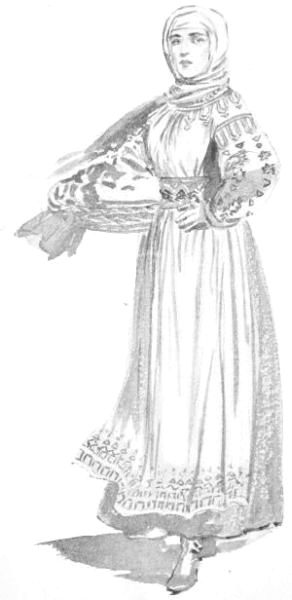
Венгерская крестьянка, XVII век

Женщины в Венгрии сыграли свою роль в формировании венгерского общества, особенно за последние 200 лет. Вклад в формирование образа женщины Венгрии внесла религия (римское католичество, лютеранство, кальвинизм и отчасти православие), ход истории (коммунистическая идеология) и процесс евроинтеграции Венгрии. В настоящее время Венгрия занимает 42-е место в Индексе гендерного неравенства; женщины занимают в среднем 10,1% мест в Парламенте Венгрии; 93,2% женщин в возрасте 25 лет имеют среднее образование, 57,8% официально трудоустроены. В рейтинге Global Gender Gap Report Венгрия занимает 87-е место.

## Перед Первой мировой войной
Петер Барань в 1790 году подал заявление Национальному собранию венгерского дворянства с просьбой предоставить дворянкам право наблюдать за деятельность собрания, считая, что женщины смогут воспитать верное своей Родине новое поколение. Собрание, однако, отклонило это заявление. В 1817 году в Венгрии сформировали Женское благотворительное общество Пештера — первую женскую организацию. К концу века в стране насчитывалось несколько сотен подобных организаций, которые, однако, не имели политического веса.
В середине XIX века женщины получили право на среднее образование, в 1895 году им позволили изучать философию, медицину и фармацевтику в университетах
. Правозащитники своими усилиями расширили права женщины в Австро-Венгрии. В 1904 году Розика Швиммер основала в Венгрии Ассоциацию феминисток, выступавшую за предоставление избирательных прав женщин и трижды подававшую безуспешно подобные прошения в парламент. Мужская лига за женские избирательные права была основана в 1910 году, а в 1913 году в Будапеште состоялся 7-й съезд Международного женского альянса суфражисток. Ассоциация феминисток сотрудничала с городскими властями Будапешта по трудоустройству женщин, а также издавала журнал о проблемах женщин. В рядах социал-демократов и Национальной федерации кдериков также были женщины.

## Межвоенные годы
Независимая Венгрия определилась как национальное государство, поэтому женскому движению пришлось адаптироваться к этим новым условиям. В 1919 году недолгое время у власти были коммунисты с Белой Куном, и группы феминисток стали меньше и менее влиятельнее. Им пришлось уйти в подполье и формировать новые отношения с коммунистами и леворадикалами. Частично женщины добились расширения избирательных прав и права работать в Парламенте. Женщины сотрудничали с Партией национального единства и Христианским женским лагерем. Благодаря росту политического влияния партий в стране женщины притягивали к себе внимание и заручались поддержкой как матери детей — будущего поколения Венгрии. Женские организации расширялись и во время Второй мировой войны.

## Суфражизм
Частично избирательное право было предоставлено венгерским женщинам в 1922 году, а полностью — в 1945-м, но в Венгерской Народной Республике оно было выражено недостаточно явно. Женщины составляли 18 % членов парламента ВНР в 1949 году и 30 % в 1980 году, но не так часто участвовали в его заседаниях, хотя и влияли на принятие решений. Число женщин в парламенте резко упало до 7 % на первых свободных выборах в 1990 году, в 2014 году оно составило 10,1 % от всех депутатов.

## Венгерская Народная Республика
Женщина в Социалистической Венгрии считалась в первую очередь матерью ребёнка, олицетворявшего будущее Венгрии, женой венгерского рабочего и самой рабочей непосредственно. Женщины могли занимать практически любые рабочие должности в Венгрии; как и мужчинам, им гарантировались основные гражданские права и свободы согласно действовавшей Конституции ВНР. Женщины могли получать свободно среднее и высшее образование в любой области, в том числе в областях естественных наук и по специальностям, связанным с инженерным делом и промышленностью.

## Современная Венгрия
В 1989 году образовались новые движения феминисток, выступавшие за расширение прав и свобод женщин. Экономика Венгрии, в которой произошла смена власти, опиралась на «синие воротнички», в числе которых было много женщин, стремившихся также заботиться о домашнем очаге и о своих семьях. В 1990-е годы Сеть феминисток и Федерация юных демократов стали ведущими политическими движениями в поддержку женщин Венгрии. Однако некоторые вопросы до сих пор являются спорными в Венгрии: консервативные партии выступают за запрет абортов в стране, некоторые другие партии пытаются изменить уголовное наказание за насилие в семье. В 1997 году была снята уголовная ответственность за изнасилование в браке. В 1997 году Венгрия подписала Конвенцию Совета Европы против торговли людьми.

## Семья и здоровье
В Венгрии в настоящее время отходят от традиционного брака в плане официальных церемоний; многие семьи де-факто создаются на основе сожительства. В 2015 году 47,9% детей родилось у женщин, де-юре не состоявших в браке. В среднем на 100 женщин рождалось 143 ребёнка в 2015 году; материнская смертность в стране в 2010 году составляла 21 человека на 100 тысяч.